# Duitse schorpioenvlieg
De Duitse schorpioenvlieg (Panorpa germanica) is een aasetend insect uit de familie van de schorpioenvliegen (Panorpidae). De vliegtijd is meestal tussen mei en augustus.

## Kenmerken
Het is een geel insect met zwarte, brede rechthoekige vlekken op de rug. Aan de kop zit een lange snavelvormige rode bek waarmee het kleine insecten kan opeten.
De mannetjes hebben een voorplantingsorgaan aan het einde van hun achterlijf zitten, dat doet denken aan de gifangel van een schorpioen.
De vleugels hebben een spanwijdte van 25 tot 30 millimeter. Ze zijn doorzichtig met zwarte vlekken die in vergelijking met de gewone schorpioenvlieg (Panorpa communis) en de weideschorpioenvlieg (Panorpa vulgaris) minder groot zijns.

## Leefwijze
Voor de paring begint, lokken de mannetjes de vrouwtjes door uitgebraakte speekselballetjes te voeren aan laatstgenoemde. De eitjes worden in groepjes gelegd in kleine gaten in, liefst vochtige, grond. De op rupsen lijkende larven leven van een verscheidenheid aan dode diertjes en ander rottend materiaal.
Volwassen dieren voeden zich met dode en levende insecten, maar zuigen ook plantensappen op. Ze kunnen, ondanks hun grote vleugels, niet goed vliegen en verplaatsen zichzelf meestal lopend via bladeren en stengels van planten.

## Voorkomen
De Duitse schorpioenvlieg komt vrij algemeen voor in Nederland langs beken, in tuinen en parken en langs vochtige loofbosranden.